# Аспад Гушнасп
Аспад Гушнасп (персијски: اسپد گشنسپ‎), познат као Гоусданаспа у византијским изворима, био је ирански заповедник (хазарбед) сасанидске краљевске гарде, који је играо кључну улогу у свргавању последњег великог сасанидског краља (шах) Хозроја II (владао 590–628) и каснијем устоличењу његовог сина, Кавада II Широја.

## Биографија
Аспад Гушнасп рођен је у Гору, граду у округу Ардашир-Хвара у провинцији Парс. Наводно је био усвојени брат Широја. Постоје различите верзије његовог имена и наслова у више извора; Ел Табари му је дао име Асфад Џушнас, а био је "заповедник војне дивизије"; његово име је дао Астад Кушнаш по Али ибн ел Атиру; Јаздан Џушнас код Динаварија, који тврди да је био "заповедник секретара"; Асфад Џушнас код Баламија, који га назива једним од мехтаран-е дабирана ("главни секретари"); Асфад Гушнасб код Ел Талибија; Гоусданаспа у византијским изворима, где су га често описивали као вођу или хазарбед асасанидске војске, што се чини вероватнијим. Како се Аспад Гушнасп звао у његово временај вероватније да је то било Аспад Гушнасп, средњоперсијско име. Порекло имена је нејасно, највероватније није изведено из партског аспад ("војска").
Канцеларија хазарбеда била је дата поузданим људима, због тога што је он био вођа краљевске страже која је штитила шах и контролисала улаз у шахову палату. Ово се показало корисним за Широјев план да свргне оца. У ноћи 25. фебруара, ноћна стража сасанидске престонице Ктесифона, која би обично узвикивала име владајућег шаха, уместо тога узвикивала је име Широја, што је указивало на државни удар. Широје је,  са Аспадом Гушнаспом који је предводио своју војску, заузео Ктесифон и утамничио Хозроја II у кући извесног Мехр Сепанда (такође се изговара Мараспанда). Широје, који је сада преузео династичко име Кавад II, тада је наредио Аспаду Гушнаспу да подигне оптужбу против свргнутог шах. Хозроје је, међутим, одбацио једну по једну све оптужбе. Касније је Аспад Гушнасп био главни преговарач о мировним условима са византијским царем Ираклијем. Неколико месеци касније разорна куга прошириласе западним сасанидским провинцијама, усмртивши половину њеног становништва, укључујући Кавада II. Наследио га је његов осмогодишњи син Ардашир III, док је Аспада Гушнаспа заменио моћни аристократа Пируз Хозроје као хазарбед. Судбина Аспада Гушнаспа након тога није позната.